# Ниман, Фёдор Августович
Фёдор Августович Ниман (Фёдоров) (11 сентября 1860 — 5 сентября 1936) — российский и советский музыкант, гобоист, дирижёр, композитор, музыкальный педагог. Заслуженный деятель искусств РСФСР (1929). Преподаватель, профессор Ленинградской консерватории (1921—1936).  

## Биография
Фёдор Августович Ниман (псевдоним — Фёдоров) родился 11 сентября 1860 году в Нюрнберге в Германии. По национальности - немец.
Музыкой начал заниматься рано в своём родном городе, здесь же в Нюрнберге получил музыкальное образование. С 1880 года постоянно проживал на территории Российской Империи.
С 1887 по 1907 годы работал солистом оркестра Мариинского театра. Фёдор Августович являлся одним из лучших музыкантов, исполнителей композиций на английском рожке. Участник Вагнеровских юбилейных концертов в Байрёйте.
С 1898 года работал в должности второго дирижёра Великорусского оркестра В. В. Андреева. С 1918 по 1933 годы являлся художественным руководителем и дирижёром этого заслуженного коллектива.
С 1921 года одновременно с активной работой в оркестре стал заниматься преподавательской деятельностью. Работал Ленинградской консерватории по классам гобоя, инструментовки для оркестра народных инструментов и ансамбля духовых инструментов. Профессор консерватории.
В 1929 году Ниману Фёдору Августовичу было присвоено звание "Заслуженный деятель искусств РСФСР".
Сочинял музыку, является автором "Школы для гобоя", а также многих пьес и обработок  для духовых инструментов и оркестра русских народных инструментов.
Умер в 5 сентября 1936 году в Ленинграде.

## Ссылка
- Музыкальный словарь. Ф. А. Ниман Архивная копия от 2 мая 2021 на Wayback Machine